# Magdalena Isabella von Polenz
Magdalena Isabella von Polenz, Eigenschreibung auch von Polentz (* 29. August 1698 in Rothschönberg; † 19. Mai 1769 in Döhlen), war eine deutsche Bergwerksunternehmerin.

## Familie
Sie war die Tochter des Hof- und Justizrates Hans Heinrich von Schönberg (1638 in Maxen – 1711 in Dresden) und der Magdalena Isabella Reichsfreiin von Degenfeld (1675 in Dresden – 1698 in Rothschönberg). Nach dem Tod ihrer Mutter bei ihrer Geburt wurde sie von Vater und Großmutter in Rothschönberg erzogen. 1713 heiratete sie Christian Ernst von Polenz (16. März 1681 in Merseburg – 12. Juli 1752). Die Hochzeit fand zu diesem Zeitpunkt statt, weil Herr von Polenz nach Sachsen zurückkehren konnte, um den Woiwoden von Rot-Rußland (Ruthenien) als Gefangenen auf die Festung Königstein zu transportieren. Der Ehemann hielt sich in den folgenden Jahren meist in Polen und, von 1719 bis 1729 in Dresden beim Garde du Corps auf. 1729 wurde er als Gesandter nach Berlin versetzt, so dass Frau von Polenz die Wirtschaft in Döhlen allein organisieren musste.

## Kinder
- Johann Ernst von Polenz (5. Juni 1715 – 17. August 1737 als Rittmeister in Ungarn)
- Carl Ludewig von Polenz (24. Juni 1716 – 17. Juni 1737 an den Blattern, Grab in der Kirche zu Döhlen)
- Heinrich Wilhelm von Polenz (9. November 1717 – 14. Januar 1718)
- Johanna Dorothea Magdalena von Polenz (4. Dezember 1718 – Februar 1720)[2]

## Leben
Da sie als Frau nach der damaligen Rechtslage nicht handlungsbefugt war, nahm sie 1717 August Philipp von Mergenthal auf Deutschenbora zum Kurator, der ihr noch 1734 hilfreich bei Amtsgeschäften zur Seite stand.
1718 erwarb sie die Planitzschen Güter zu Zauckerode und Döhlen käuflich von den Erben des Herrn von der Planitz und brachte damit auch den Bergbau zu neuem Aufschwung. Nun kam es zu abwechselnden baulichen Aktivitäten der Eheleute, wobei in Abwesenheit des Herrn Generals seine Ehefrau die Arbeiten leitete. Neben dem neuen Wohnhaus in Zauckerode kümmerte sie sich auch um die Instandhaltung der Vorwerke.
Schon 1720 baute sie zur Entsumpfung und Trockenhaltung ihrer Gruben als erste ein Kunstgezeug mit einem Rade, das von dem Wasser der nahen Wiederitz getrieben wurde.
1745 gründete sie zusammen mit Carl Siegismund von Nimptsch die Döhlische Steinkohlengewerkschaft. 128 Kuxe wurden an sechs Gewerken ausgegeben (s. Weißeritztal).